# Greenpeace
Greenpeace je mednarodna okoljevarstvena organizacija, ki je bila ustanovljena v Kanadi, v Vancouvru, leta 1971. Sedež ima v Amsterdamu na Nizozemskem. Greenpeace se za dosego svojih okoljskih ciljev poslužuje neposrednih direktnih akcij, znanstvenih raziskav in lobiranja. 
Organizacija je finančno neodvisnosta, kar pomeni, da za svoje delovanje ne prejema finančnih sredstev inštitucij EU, vlad, korporacij ali političnih strank, ampak je njeno delovanje mogoče zaradi rednih donacij posameznikov.
Danes se Greenpeace na svetovni ravni osredotoča na vprašanja, kot so podnebna kirza in izguba biodiverzitete, s tem pa povezava vprašanja krčenja gozdov, prekomeren ribolov, zaščite oceanov, prehod na obnovljive vire energije in vprašanje jedrske energije, prenehanje vseh jedrskih groženj ter podpiranje miru, globalne razorožitve ter nenasilja.
Greenpeace danes deluje v več kot 55 državah širom sveta, med njimi je predstavništvo tudi v Sloveniji.

## Rojstvo Greenpeacea
15. september 1971 je datum, ki obeležuje rojstvo organizacije Greenpeace, ki se je se je razvila spontano iz družbenih vrenj v 1960‑ih, gibanj za državljanske pravice, pravice žensk, staroselskih skupnosti in delavcev, pacifizma ter naraščajočega zavedanja o ekologiji. 15. september 1971 označuje datum prve plovbe skupine 12 okoljskih aktivistov, ki so najeli majhno ribiško ladjo, Phyllis Cormack, preimenovano v Greenpeace, in se odpravili na Amčitko ob zahodni obali Aljaske, kjer je takratna vlada ZDA opravljala testiranja jedrskega orožja.
12 ljudi na krovu je tako odplulo iz pristanišča v Vancouvru v Kanadi z namenom zaustavitve jedrskih preizkusov. Ladja ter njena posadka sicer nikoli ni dosegla prepovedanega območja, saj jo je prestregla obalna straža ZDA, toda ob povratku domov je posadko v pristanišči pričakalo več sto podpornikov, ki so podpirali njeno misijo. To prvo dejanje Greenpeace je tako ustvarilo pritisk na vlado ZDA, da so bili testi posledično ustavljeni, otok Amchitka pa ostaja naravni rezervat vse do današnjega dne.

## Kratka zgodovina Greenpeacea[5]

### 1974: Francija konča jedrske poskuse
Jedrske poskuse je Fracija izvajala od leta 1960 dalje, ogromno učinkov na ljudi in okolje pa je ostalo popolnoma spregledanih. Leta 1972 je David McTaggart svojo ladjo, Vega, prostovoljno ponudil Greenpeaceu za uporabo v protestu proti testiranju. Maja tega leta se je petčlanska posadka pod vodstvom McTaggarta, odpravila iz Nove Zelandije proti območjem testiranja. Prisotnost ladje Greenpeacea je prisilila francosko vlado, da ustavi testiranje. V upanju, da bi zaključili sramotno situacijo, se je Francosko plovilo vojne mornarice zaletelo v ladjo Greenpeacea.
Ladjo so popravil in že leto kasneje, avgusta 1973, je Greenpeace ponovno odplul proti atolu Moruroa, da bi preprečil testiranje jedrskih orožij, tokrat v spremstvu še nekaterih drugih ladij. Na krov ladje so se tokrat vkrcali francoski mornarniški specialci. Hudo so pretepli protestnika Davida McTaggarta in Neila Ingrama. Na srečo je posnetke napada z ladje pretihotapila Ann-Marie Horne. Ta incident je povzročil svetovno ogorčenje in leta 1974 je Francija naznanila, da bo ustavila svoj atmosferski program testiranja.

### 1982: Moratorij na kitolov
Greenpeaceova kampanja za ustavitev lova na kite se je začela v 70-ih, ko se se je število sinjih kitov zmanjšalo manj kot 6000. Ogroženi so bili tudi kiti grbavcii, populacije pacifiških sivih kitov, borealnih kitov (zajvalov) in kitov glavačev pa so se prepolovile.
Slike Greenpeaceovih aktivistov, ki so se v mednarodnih vodah  desetletja upirali s kitolovkam in se pri tem s svojimi telesi postavljli na pot harpunam, so opozorile na to tematiko in nanjo usmerile tudi pozornost širše javnosti. Slike mrtvih kitov so obkrožile svet in javno mnenje se je obrnilo proti kitolovcem. Organizacije je pritisk neumorno izvajal še naprej, vse do leta 1982, ko je IWC (IWC – International Whaling Commisiion) končno naznanila tisto, za kar so se zavzemali aktivisti Greenpeace in proti čemur so se borili lobiji: moratorij na komercialen kitolov. Po desetletju boja je okrnjena svetovna populacija kitov dobila možnost, da si opomore.

### 1991: Zaščita Antarktike[6]
Kampanja za zaščito Antakrike je trajala kar 7 let in dala lekcijo o pomembnosti “nemogočih ambicij”. Na začetku 80-ih let Antarktiki in njenemu edinstvenemu ekosistemu pretila ogromna grožnja. Dokazi so pričali o nahajališčih nafte in mineralnih snovi pod površjem tega kontinenta, to pa je sprožilo močne interese za vrtanje in izkopavanje.
Možnosti, da bi se to preprečilo, so bile izredno majhne. Toda to Greenpeacea ni ustavilo, da bi sprožil kampanjo za zaščito Antarktike. Idejo, da bi Antarktika postala t.i. ‘Svetovni park’, je organizacija prvič predlagala leta 1979. Greenpeace je moral, če je želel imeti glas pri glasovanju o Antarktičnem sporazumu, v tej pokrajini večnega ledu postaviti trajno bazo. Svojo prisotnost je organizacija tam ohranjala med letoma 1987-1991. Ekipa je izvajala monitoring onesnaževa iz sosednjih baz in razkrila številne škandale (npr. gradbena dejavnost, ki je dobesedno razstreljevla življenjski prostor, kjer so gnezdili pingvini). 
Strokovnost Greenpeaceove odprave si je postopoma pridobila spoštovanje držav, ki so bile del odločanja pri Antarktičnem sporazumu, kjer se je dokončno odločila usoda tega kontinenta. 4. oktobra 1991 se je zgodilo to za kar si je organizacija prizadevala. Podpisan je bil protokol, ki je določal najmanj 50-letno prepoved vsakršnega mineralnega izkoriščanja – kar je v resnici pomenilo zaščito kontinenta za mirne, raziskovalne namene. V sedmih letih kampanje je Greenpeace tako iz “outsiderja” postal spoštovan člen pri pogajanjih o prihodnosti kontinenta. Antarktika pa je postala simbol, ki podpira staro Greenpeaceovo prepričanje: nič ni nemogoče.

### 1993: Prepoved odlaganja jedrskih odpadkov v morje
15 let trajajoča kampanja, ki je zajemala številne akcije na morju, predložitev vlog, dokumentacije in zbiranje podpore javnosti s strani organizacije Greenpeacea in njenih zaveznikov, je Londonska konvencija sprejela dokončno prepoved odlaganja vseh jedrskih odpadkov v morje.
Konvencija je bila izreden dosežek v Greenpeaceovi – še vedno trajajoči – kampanji za zdrave oceane.

### 1997: Greenpeace ustvari Greenfreeze
Greenpeace je leta 1997 izdelal prvi hladilnik brez klorofluoroogljikovodikov (t.i. freoni) in tako revolucioniral trg hladilnikov. Hladilnik so poimenovali »Greenfreeze«, domač hladilnik brez kemikalij, ki tanjšajo ozonski plašč in povzročajo znatno globalno segrevanje. “Greenfreeze” je izdelalo pa podjetje DDK Scharfenstein. 
Greenpeace je za razvoj Greenfreeza prejel tudi UNEP Ozone nagrado, saj je naredil pomemben in konstruktiven doprinos k zaščiti ozonskega plašča.

## Prednostne naloge in akcije
Organizacija Greenpeace se po svetu ukvarja z:
- podnebnimi kampanjami in promoviranjem obnovljivih virov energije
- kampanjami za zaustavitev uničevanja pragozdov
- kampanjami za zaščito oceanov in vseh morskih oblik življenja
- zavzemanje za svet brez jedrskih elektrarn, jedrskega onesnaženja in jedrskega orožja,
- kampanjami opuščanja uporabe in proizvodnje strupenih kemikalij
- in še mnoge druge.

## Laboratorij in ladje
Pomembno vlogo pri Greenpeaceovih kampanjah imajo znanstvene raziskave in ladje
Centralna pisarna Greenpeacea (Greenpeace International) je v Amsterdamu, znanstveni laboratorij pa na univerzi v Veliki Britaniji (Exeter University). Greenpeace osnovo za svoje delovanje vleče iz znanstvenih dognanj, zato je nujnost po znanstvenem laboratoriju očitna. 
V lasti ima tudi več ladj:

#### Rainbow warrior III
Mavrični bojevnik je nesporna ikona. Greenpeace, ki je sinonim za podiranje meja in neustrašne kampanje, pluje z imenom Rainbow Warrior že od leta 1978 (Rainbow Warrior 1 je bila bombandirana in potopljena). Naša trenutna jadrnica Rainbow Warrior 3 pa patruljira po svetovnih oceanih od leta 2011; je najnovejša in zdizajnirana direktno za potrebe organizacije.

#### Arctic Sunrise
Organizacija je ledolomilca Arctic Sunrise kupila preko posrednikov, ker je Norvežani niso hoteli prodati Greenpeaceu. Je v bistvu ledolomilka, ki jo organizacija uporablja tudi za prevoz znanstvenikov na arktične ekspidicije. (gre za nekakšno vzajemno sodelovanje Greenpeacea in znanstvenikov).
Arctic Sunrise, zasnovana kot ledolomilec, je bila priča čudežem najhladnejših krajev na Zemlji.Je del flote Greenpeacea od leta 1995, ko se je prvič odpravila v Severno morje, da bi dokumentirala onesnaževanje morja z nafto iz naprav na morju. Od takrat je bila po vsem planetu, vključno s Kongom, Amazonijo in nazadnje na trimesečni odpravi na Antarktiko, da bi izvajala znanstvene raziskave o biotski raznovrstnosti v regiji. Leta 2013 je obiskala je tudi Koper v sklopu turneje spodbujanja trajnostnega ribištva.